# Jerzy Kasperski
Jerzy Piotr Kasperski (ur. 1 sierpnia 1913 w Pabianicach, zm. 7 kwietnia 2009) – lekarz, specjalista chirurg, doktor nauk medycznych, Honorowy Obywatel Miasta Pabianic.

## Życiorys

### Młodość
Wychowywał się jak jedno z dwojga dzieci Juliana Kasperskiego, magistra farmacji i Jadwigi z Bromirskich. Ukończył Szkołę Podstawową nr 3 i  w 1930 Gimnazjum im. Jędrzeja Śniadeckiego (obecnie I Liceum Ogólnokształcące im. Jędrzeja Śniadeckiego) w Pabianicach, a następnie – w 1938 - Wydział Lekarski Uniwersytetu Warszawskiego. Po otrzymaniu dyplomu lekarskiego rozpoczął służbę wojskową w Szkole Podchorążych Sanitarnych, a także w Instytucie Chirurgii Urazowej w Warszawie.

### Okres II wojny światowej
1 września 1939 otrzymał oddelegowanie do Sieradza. Zorganizował tam punkt sanitarny PCK. Będąc uczestnikiem kampanii wrześniowej walczył w Armii „Łódź”. W drodze do Lwowa, pod Rawą Ruską, dostał się do niewoli, z której udało mu się zbiec.
Po powrocie do Pabianic podjął pracę w tutejszym szpitalu. W 1942 w Radomsku został zaprzysiężony w Armii Krajowej i otrzymał pseudonim „Tulipan”. Brał udział w wielu bitwach partyzanckich, w tym w największej – 5-dniowej bitwie w lasach pomiędzy Włoszczową a Jędrzejowem. 7 sierpnia 1943 uczestniczył w brawurowej akcji uwolnienia 41 żołnierzy AK z więzienia w Radomsku (o czym informowała wówczas europejska prasa i brytyjska BBC). Od lipca 1944 pełnił stałą funkcję lekarza I batalionu 74 pułku piechoty AK, aż do rozwiązania podziemnych struktur Armii Krajowej. W styczniu 1945 ponownie podjął pracę w szpitalu miejskim w Pabianicach, pozostając równocześnie pełnomocnikiem PCK, w ramach którego na dworcu kolejowym urządził punkt sanitarno-odżywczy dla powracających z frontu, robót przymusowych i obozów koncentracyjnych..

### Okres powojenny
W latach 1946–1947 pracował w oddziałach chirurgicznych szpitali w Łodzi, Lublinie i Tarnowie, będąc awansowanym do stopnia kapitana. Od 1948 do 1952 był asystentem I Kliniki Chirurgicznej Akademii Medycznej w Łodzi, w której otrzymał tytuł doktora nauk medycznych i specjalisty chirurgii ogólnej II stopnia. W latach 1959–1973 pełnił funkcję ordynatora oddziału chirurgicznego Szpitala Miejskiego w Pabianicach. W 1963 przeszedł do rezerwy w stopniu majora. Kolejny awans - do stopnia pułkownika sił zbrojnych Rzeczypospolitej Polskiej - otrzymał w lutym 2009.
Niezależnie od pracy zawodowej czynnie uczestniczył w życiu społecznym. Piastował funkcję radnego Miejskiej Rady Narodowej od 1959 do 1971 (będąc niezależnym i niezrzeszonym). Przez wiele lat walczył o budowę nowego szpitala w Pabianicach. Był Członkiem Honorowym Towarzystwa Przyjaciół Pabianic.

## Odznaczenia i wyróżnienia
Za swoje wybitne zasługi otrzymał:
- Srebrny Krzyż Zasługi z Mieczami;
- Krzyż Walecznych;
- Krzyż Partyzancki;
- Krzyż Armii Krajowej;
- Medal „Za udział w wojnie obronnej 1939”;
- Złoty Krzyż Zasługi (1959 r.);
- Krzyż Komandorski Orderu Odrodzenia Polski (1979 r.);
- Weteranom Walk o Wolność i Niepodległość (2001 r.);
- Odznaka Honorowa PCK IV stopnia (2001 r.);
- tytuł Honorowego Obywatela Miasta Pabianice (17 września 2003).